# 日本郵政不動産
日本郵政不動産株式会社（にっぽんゆうせいふどうさん、英: Japan Post Real Estate Co., Ltd.）は、日本郵政の子会社として2018年に設立された不動産会社（デベロッパー）である。東京都千代田区大手町二丁目の大手町プレイスに本社を置く。

## 概要

### 設立の背景
日本郵便は郵便物数の減少、ゆうちょ銀行とかんぽ生命保険は長引く低金利環境に直面しており、日本郵政グループを取り巻く事業環境は厳しい。しかも、金融2社の株式が全て処分され、郵政民営化が完了すると、日本郵便と金融2社の受委託関係は維持されるものの、グループ連結利益への金融2社の貢献は無くなる。金融2社に代わって、収益拡大と経営基盤の安定化に寄与する不動産事業や新規事業を確立しなければ、グループの成功は見込めなかった。
2018年12月20日の時点で日本郵政は1兆5000億円以上の土地を保有しており、土地保有額が大きい企業としては住友不動産、JR東海、三菱地所、三井不動産、JR東日本に次ぐ6位の存在だった。建物保有額は1兆2000億円で、土地と建物を合わせて2兆7000億円もの郵便、郵便貯金、郵便為替、郵便振替及び簡易生命保険の事業不動産資産を全国に、旧逓信省・郵政省以来の土地、建物（近代官衙）を東京都心部に保有していた。これらを経営資源として有効活用する不動産事業が投資家から注目されている。
日本郵便は生産性の向上を目的に、郵便ネットワークを再編しており、都市部で遊休資産となった施設の再開発を行ってきた。かつて郵便を鉄道輸送していた名残から、都市部のターミナル駅前の一等地に土地と多数の郵便局の建物を保有しており、それらを再開発して「JPタワー」「JPビルディング」ブランドの大型複合ビルを建設し、「KITTE」ブランドの商業施設などを運営している。駅前についてはJPタワー、JPタワー名古屋、KITTE博多、JPタワー大阪などがその例である。また、「JP noie」ブランドの賃貸住宅を展開している。2007年の民営化以降、12年の間に不動産事業で一定の収益化を実現し、ノウハウを蓄積してきた。しかし、従来の体制では、共同事業への参画や収益物件の取得など、業界では一般的な不動産事業を展開できていなかった。グループ不動産開発の加速とグループ外不動産への投資による収益拡大、地域の特性を活かした開発による地域貢献を目的に、不動産事業の専門会社として日本郵政不動産が設立された。

### 経営方針
経営方針として次の4つの取組を掲げている。
1. 社会と顧客のニーズ・課題を先取し、将来にわたり必要とされる不動産サービスを提供する。
2. 企業統治、監査・内部統制を確立しコンプライアンスを徹底する。
3. 日本郵政グループの収益の柱として、グループの持続的な成長と中長期的な企業価値の向上に貢献する。
4. 地域と協力し、常に新たな視点で新しい事業・サービスに挑戦することで、社員一人ひとりが成長できる機会を創出する。

日本郵政は、全国主要都市のグループ不動産の開発可能性の再検証を行った。日本郵政不動産はこれに協力し、グループ各社と連携して不動産開発を進めてきた。まず取り組んだのは、「広島駅南口」「蔵前」「虎ノ門・麻布台」「五反田」「梅田三丁目（大阪駅西口）」という5つの大規模物件の事業化だった。グループの保有物件だけでは成長機会が限られるため、これら5つの事業の見通しがついた2019年からは、グループ外不動産の取得を始めた。「錦三丁目25番街区計画」や「中野駅北口計画」など他社が主導する大規模開発計画にも投資している。
経営計画では、自社の事業開発に加えて、他社との連携やM&Aにより、不動産事業をグループ収益の柱の一つとして成長させていく方針を打ち出している。設立の前年2017年5月には、日本郵政が野村不動産ホールディングスを数千億円規模で買収する計画が報道されたが、白紙に戻されていた。2020年には、日本郵政と共同で、ヒューリックと不動産事業で連携すると発表した。2021年には、日本郵船グループの不動産会社である郵船不動産を子会社化している。日本郵船グループと日本郵政グループは、長期的な視点での協力関係を構築し、両社が保有する不動産の有効活用をはじめとする、さらなる連携・協業の可能性についても、幅広く検討していくと発表した。

### 事業体制
グループの持株会社である日本郵政は不動産事業の企画立案や方針策定、日本郵便は郵便局や社宅などの不動産の保有、当社はグループ保有不動産の開発・管理やグループ外不動産への投資・運営をそれぞれ担当している。日本郵便が事業主となる開発計画では、当社がプロジェクトマネジメントを担当することもある。
日本郵政は2024年度に事業セグメント区分を変更し、郵便・物流事業、郵便局窓口事業、国際物流事業、銀行業、生命保険業に続く事業セグメントとして不動産事業セグメントを新設した。このセグメントは、日本郵便の不動産関連部署、日本郵政不動産とその子会社で構成され、不動産事業の業績管理の一元化と効率化を図る。日本郵便と日本郵政不動産は不動産開発の実務を担い、日本郵政はセグメントの責任者として不動産事業を統括する体制となった。
2024年4月、日本郵政の子会社として日本郵政建築が設立され、日本郵政の施設部が手掛けていた業務が移管された。同社は日本郵政不動産から企画支援や設計、工事監理などを受託している。

### 子会社
| 社名                       | 事業内容 | 出資比率 | 備考                 |
| -------------------------- | --- | -------- | -------------------- |
| JPビルマネジメント株式会社 | 賃貸用建物の運営管理 - 建物管理業務、テナント管理業務、建物・設備の保守管理等 | 100%     | 日本郵便から移管     |
| JPプロパティーズ株式会社   | - ビル、マンション、店舗の所有、賃貸 - 不動産のマスターリース・受託管理（プロパティマネジメント） - コンストラクションマネジメント及び設計・監理 - 不動産売買、賃貸借の仲介・斡旋 - アセットマネジメント | 51％     | 日本郵船との合弁会社 |

## 歴史

### 歴代社長
| 代 | 氏名     | 就任日        | 退任日        |
| -- | -------- | ------------- | ------------- |
| 1  | 岩崎芳史 | 2018年4月2日  | 2022年6月22日 |
| 2  | 山代裕彦 | 2022年6月22日 |               |

### 沿革
- 2018年（平成30年）
  - 4月2日 - 日本郵政の子会社として設立された。
  - 9月3日 - 会社の公式ウェブサイトを公開した[24]。
- 2019年（令和元年）
  - 5月23日 - 日本郵便が開発を決定した「広島駅南口計画」のプロジェクトマネジメント業務を受託[25]。
  - 9月24日 - 自社開発の第一号案件となる「旧ゆうぽうと」跡地の大型複合開発「五反田計画」を発表[26]。
  - 12月11日 - 日本郵便が開発を決定した「梅田3丁目計画」のプロジェクトマネジメント業務を受託[27]。
- 2020年（令和2年）
  - 1月31日 - ヒューリックによる「赤坂二丁目開発計画」と当社による「汐留プロジェクト」を共同開発していくと発表[14][28]。
  - 1月31日 - 旧日本郵政蔵前ビル[17]などの大型複合開発「蔵前計画」を発表[29]。
  - 8月31日 - ライオン本社など各棟の主たる入居者・運営者が決定し、「蔵前計画」が着工[30]。
  - 11月20日 -「赤坂二丁目開発計画」の建物が「ヒューリックJP赤坂ビル」として竣工[31][32]。
- 2021年（令和3年）
  - 5月14日 - 日本郵政が中期経営計画「JPビジョン2025」を策定し、不動産事業の計数目標を発表した[4]。
  - 6月30日 -「蔵前計画」のオフィス棟が「CASBEE-スマートウェルネスオフィス」認証を取得した[33]。
  - 8月10日 -「五反田計画」の新築工事が着工。ホテル部分の運営者が星野リゾートに決定した[34]。
- 2022年（令和4年）
  - 1月21日 -「下目黒五丁目計画」の新築工事が着工[35][36]。有料老人ホームは長谷工コーポレーション、店舗はライフコーポレーションに賃貸する[35][36]。
  - 3月10日 -「広島駅南口計画」の建物を「広島JPビルディング」と命名し、計画の概要を発表[37][38]。
  - 6月13日 - 三菱地所、パルコ、明治安田生命保険、中日新聞社と共同で「錦三丁目25番街区計画」の起工式を開催[39]。ホテルゾーンにヒルトンの「コンラッド・ホテル」、シネコンゾーンに「TOHOシネマズ」、商業ゾーンにパルコの高級商業施設が進出する[39]。
  - 8月31日 -「広島JPビルディング」が竣工[40]。
  - 12月9日 -「蔵前計画」の街区全体の名称を「蔵前JPテラス」、ライオン本社などが入居するオフィス棟の名称を「JPライオンビルディング」とそれぞれ命名し、用途の概要を発表[41][42]。
  - 12月14日 - 森ビルと日本郵便が参画する、虎ノ門・麻布台地区第一種市街地再開発事業「虎ノ門・麻布台プロジェクト」の街区の名称が「麻布台ヒルズ」に決定した[43]。
- 2023年（令和5年）
  - 3月7日 - 日本郵便、西日本旅客鉄道、大阪ターミナルビル、JTBと共同で「梅田3丁目計画」の建物を「JPタワー大阪」、商業施設を「KITTE大阪」とそれぞれ命名し、計画の概要を発表した[44][45]。
  - 3月31日 -「蔵前JPテラス」が竣工[46][47]。
  - 5月11日 -「同心一丁目計画」の新築工事が着工[48]。
  - 5月18日 -「福岡鳥飼六丁目計画」の新築工事が着工[49]。
  - 6月30日 -「麻布台ヒルズ森JPタワー」が竣工[50]。
  - 7月４日 -「五反田計画」の建物を「五反田JPビルディング」と命名し、計画の概要を発表[51][52][53]。
  - 7月21日 -「世田谷中町二丁目計画」と「平沼橋一丁目計画」の新築工事が着工[54][55][56]。
  - 10月3日 -「目黒南一丁目計画」の新築工事が着工[57]。
  - 10月31日 -「下目黒五丁目計画」の建物が「ブランシエール目黒」として竣工[58][59][60]。
  - 12月11日 -「五反田JPビルディング」が竣工[61]。
- 2024年（令和6年）
  - 3月12日 -「JPタワー大阪」が竣工。4月3日に竣工式[62]。
  - 4月26日 -「五反田JPビルディング」がグランドオープン[63]。
  - 4月30日 -「福岡鳥飼六丁目計画」の建物が「SOMPOケア ラヴィーレレジデンス福岡別府」として竣工[64]。
  - 5月15日 - 日本郵政が新たな中期経営計画「JPビジョン2025＋」を策定し、不動産事業のセグメント化を発表した[18]。
  - 6月11日 -「エキサイトよこはま22（横浜駅周辺大改造計画）」における「横浜駅みなみ東口地区」の市街地再開発準備組合が設立され、東日本旅客鉄道、京浜急行電鉄と共に事業協力者に選ばれた[65]。
  - 7月24日 - 三菱地所、J.フロント都市開発、明治安田生命保険、中日新聞社と共同で、「錦三丁目25番街区計画」の建物名称を「ザ・ランドマーク名古屋栄」に決定したと発表[66]。
  - 7月31日 -「JPタワー大阪」内の商業施設「KITTE大阪」がグランドオープン[67]。
  - 9月20日 -「世田谷中町二丁目計画」の建物が「JP noie 等々力」として竣工[68][69]。
  - 11月21日 -「目黒南一丁目計画」の建物が「JP noie 碑文谷南」として竣工[70][71]。
- 2025年（令和7年）
  - 1月31日 -「同心一丁目計画」の建物が「JP noie 同心」として竣工[72]。
  - 2月28日 -「平沼橋一丁目計画」の建物が「JP noie 横浜平沼」として竣工[73]。

### 合併と買収
JPプロパティーズ株式会社
2021年5月27日、日本郵船が株式の100％を保有する郵船不動産の発行済株式51％を取得し、子会社化した。これにより、同社は日本郵船との合弁会社となった。郵船不動産の建物管理・運営ノウハウや優良な賃貸物件から得られる収益を獲得し、経営基盤を強化する。
2022年4月1日、現社名に変更。
JPビルマネジメント株式会社
2022年4月1日付で、組織再編により日本郵便の子会社から当社の子会社に変わった。

## 経営計画

### デジタルトランスフォーメーション（DX）
日本郵政では、デジタル化された差出情報と配達先情報を活用し、データ駆動型のオペレーションサービスを実現するための郵便・物流事業改革（デジタルトランスフォーメーション）を「Postal-Digital transformation (P-DX)」と呼んでいる。2021 年度から2025 年度までの中期経営計画「JP ビジョン2025」の期間中、P-DXに1800億円程度を投資する。局内作業の省人化・省スペース化により、事業用施設の集約・効率化を進めることで、捻出された遊休資産を不動産事業に活用する。広島県西部（郵便番号73x-xxxxのエリア）では、2017年に地域区分局として広島郵便局が新設され、広島中央郵便局から郵便物や荷物の地域区分業務が移管された。2019年に「広島駅南口計画」が始まり、旧広島東郵便局が仮局舎に転出する際に、集配業務を広島中央郵便局と宇品郵便局に集約した。2022年の「広島JPビルディング」竣工後、旧広島東郵便局がその一階に入り、「広島JPビル郵便局」として開業した。
日本郵政不動産も、「広島JPビルディング」「蔵前JPテラス」「五反田JPビルディング」「JPタワー大阪」で不動産事業のDXを推進している。ビルやビル間、オフィス間での様々な空間・設備利用の状況、およびオフィスワーカーや来訪者の各種体験の利用状況を統合データベース「不動産プラットフォーム」に集約し、リアルの場でスマホと連動した新しい体験価値やビジネス情報を提供するとしている。
オフィスワーカーに対しては、次のような体験価値の提供を目指している。
- スマホや顔認証を使った入室解錠によるタッチレス・セキュアなビル利用
- 人密度・CO2濃度の可視化に応じた時差ランチ
- 本社・自宅・サテライトオフィス等どこでもシームレスに働ける環境
- リアルのコワーキング空間とデジタルの交流の場の提供

DXの主な取り組みとして、下記の実証実験が行われている。
- 会議室内のCO2濃度の測定システムによる自動換気
- ロボットによる来客の案内やペットボトルの運搬作業
- テーブルセンサーと人数計測センサーを使った混雑状況の見える化による食堂利用者の分散

広島JPビルディングでは、イメージセンサーによる照度の自動制御やビルエネルギー管理システム（BEMS）のクラウド運用にも取り組んでおり、五反田JPビルディングやJPタワー大阪などの開発計画でも導入される。
クラウドBEMSクラウド上にビルエネルギー管理システム（BEMS）のシステムを置いて運用することで、現地の防災センターだけでなく、インターネットに接続できるあらゆる場所から操作することが可能になり、利便性が向上する。ワーカーのスマホから空調の調整や照明のオン/オフの操作を可能とすることも検討している。
画像センサーによる照度制御室内のイメージセンサーで、昼光と人数レベルを検知し、照度の自動制御を行う。減光や消灯も可能なため、省エネ性が向上する。

### 事業開発方針と計数目標
中期経営計画「JP ビジョン2025」では、不動産事業について下記の計数目標が設定されている。グループの中期経営計画は5か年計画となっているが、不動産事業は収益化に時間がかかるため、7年後の2027年度の見通しも参考値として示されている。グループの保有物件に3,000億円、グループ外不動産に2,000億円、5年間で合計5,000億円の投資を計画している。グループの保有物件の開発は、都心部や駅前の好立地にある郵便局や社宅を選定し、コアビジネスへの影響や周辺のまちづくりの貢献にも配慮して、継続的に安定的な収益を確保できる賃貸事業を中心に実施する。郵便局の機能移転を行う場合は、ユニバーサルサービスの遂行に支障のない形で開発する。グループ外不動産への投資は、東京都区部を中心とした三大都市圏、政令指定都市などで安定的に一定の収益が確保できるオフィス、住宅、高齢者施設、物流施設等の賃貸事業用不動産を厳選して行う。
2025年度までの2年間の経営計画「JPビジョン2025＋」では、賃貸事業に1,000億円、分譲事業に100億円、合計で1,100億円の投資を計画している。他の事業セグメントとの連携によるシナジーの発揮、社宅跡地の分譲マンション事業による収益源の多様化など、日本郵政グループの強み・特徴を活かした事業を展開することを目指している。
|            | 実績  | 実績  | 実績  | 実績  | 実績  | 実績   | 目標   | 見通し |
| 年度       | 2018  | 2019  | 2020  | 2021  | 2022  | 2023   | 2025   | 2027   |
| ---------- | ----- | ----- | ----- | ----- | ----- | ------ | ------ | ------ |
| 営業収益   | 0 338 | 0 360 | 0 400 | 0 399 | 0 392 | 01,000 | 0 800  | 01,200 |
| 営業利益   | 0 80  | 0 85  | 0 105 | 0 85  | 0 17  | 0 229  | 0 110  | 0 250  |
| 期末資産額 | 4,414 | 4,488 | 5,302 | 5,891 | 6,456 | 09,000 | 10,000 | 12,000 |

| 年度             | 2012 | 2013  | 2014  | 2015  | 2016  | 2017  | 2018  | 2019  | 2020  | 2021  | 2022  | 2023  |
| ---------------- | ---- | ----- | ----- | ----- | ----- | ----- | ----- | ----- | ----- | ----- | ----- | ----- |
| 営業収益（分譲） |      |       | 0 24  | 0 109 |       |       |       |       | 0 62  |       |       | 0 534 |
| 営業収益（賃貸） | 0 55 | 0 119 | 0 141 | 0 192 | 0 263 | 0 285 | 0 338 | 0 360 | 0 337 | 0 399 | 0 392 | 0 466 |
| 営業利益         | 0▲87 | 0▲22  | 0 16  | 0 50  | 0 51  | 0 68  | 0 80  | 0 85  | 0 105 | 0 85  | 0 17  | 0 229 |

### 開発候補物件と着工時期
下記の物件が開発候補に挙げられている。
| 着工時期         | 物件                     | 所在地         |
| ---------------- | ------------------------ | -------------- |
| 2022年度～25年度 | 旧北海道郵政研修センター | 北海道札幌市   |
| 2022年度～25年度 | 麹町郵便局               | 東京都千代田区 |
| 2022年度～25年度 | 九段郵便局               | 東京都千代田区 |
| 2022年度～25年度 | 日本橋郵便局             | 東京都中央区   |
| 2022年度～25年度 | メルパルク京都           | 京都府京都市   |
| 2022年度～25年度 | メルパルク松山           | 愛媛県松山市   |
| 2025年度以降     | 京橋郵便局               | 東京都中央区   |
| 2025年度以降     | 赤坂郵便局               | 東京都港区     |
| 2025年度以降     | 横浜中央郵便局           | 神奈川県横浜市 |
| 2025年度以降     | 京都中央郵便局           | 京都府京都市   |
| 2025年度以降     | 福岡中央郵便局           | 福岡県福岡市   |
| 未定             | 芝郵便局                 | 東京都港区     |
| 未定             | 高輪郵便局               | 東京都港区     |
| 未定             | 外苑前郵便局             | 東京都港区     |
| 未定             | 中野郵便局               | 東京都中野区   |
| 未定             | メルパルク東京           | 東京都港区     |
| 未定             | メルパルク横浜           | 神奈川県横浜市 |
| 未定             | メルパルク大阪           | 大阪府大阪市   |
| 未定             | 天王寺餌差社宅           | 大阪府大阪市   |
| 未定             | 天王寺六万体社宅         | 大阪府大阪市   |
| 未定             | 天王寺上汐社宅           | 大阪府大阪市   |
| 未定             | 中京御池社宅             | 京都府京都市   |
| 未定             | 神戸用地                 | 兵庫県神戸市   |
| 未定             | 長崎中央郵便局           | 長崎県長崎市   |

## 主な物件

JPタワー（KITTE丸の内）

2022年3月31日時点で、日本郵政グループの所有不動産の簿価は2兆6,468億円となっており、その約8割は日本郵便の資産である。
| 会社名                           | 土地   | 建物   | 計     |
| -------------------------------- | ------ | ------ | ------ |
| 日本郵政株式会社（単体）         | 0 917  | 0 430  | 01,348 |
| 日本郵政不動産株式会社（単体）   | 0 768  | 0 160  | 0 928  |
| JPプロパティーズ株式会社（単体） | 0 480  | 0 103  | 0 583  |
| 日本郵便株式会社（連結）         | 12,934 | 08,557 | 21,491 |
| 株式会社ゆうちょ銀行（連結）     | 0 640  | 0 792  | 01,432 |
| 株式会社かんぽ生命保険（連結）   | 0 431  | 0 371  | 0 802  |
| グループ全体                     | 16,084 | 10,384 | 26,468 |

### 大型複合ビル
これまでの大型複合ビルの開発状況は下記の通り。
| 竣工       | 物件                     | 所在地         | 用途                                         | 事業形態         | 再開発対象                   |
| ---------- | ------------------------ | -------------- | -------------------------------------------- | ---------------- | ---------------------------- |
| 2012年5月  | JPタワー                 | 東京都千代田区 | 事務所、商業施設（KITTE）                    | 共同事業         | 東京中央郵便局               |
| 2014年6月  | 飯田橋グラン・ブルーム   | 東京都千代田区 | 事務所、商業施設                             | 市街地再開発事業 |                              |
| 2014年8月  | 札幌三井JPビルディング   | 北海道札幌市   | 事務所、商業施設                             | 共同事業         |                              |
| 2015年11月 | JPタワー名古屋           | 愛知県名古屋市 | 事務所、商業施設（KITTE名古屋）              | 共同事業         | 名古屋中央郵便局             |
| 2016年4月  | KITTE博多                | 福岡県福岡市   | 商業施設                                     | 単独事業         | 博多郵便局                   |
| 2016年4月  | JRJP博多ビル             | 福岡県福岡市   | 事務所、商業施設                             | 共同事業         |                              |
| 2022年8月  | 広島JPビルディング       | 広島県広島市   | 事務所、店舗、自走式駐車場                   | 単独事業         | 広島東郵便局                 |
| 2023年3月  | 蔵前JPテラス             | 東京都台東区   | 事務所、住宅、高齢者施設、物流施設           | 単独事業         | 日本郵政蔵前ビル             |
| 2023年6月  | 麻布台ヒルズ森JPタワー   | 東京都港区     | 事務所、住宅、ホテル、国際教育施設、商業施設 | 市街地再開発事業 | 日本郵便東京支社・麻布郵便局 |
| 2023年12月 | 五反田JPビルディング     | 東京都品川区   | 事務所、ホテル、商業施設、ホール             | 単独事業         | ゆうぽうと                   |
| 2024年3月  | JPタワー大阪             | 大阪府大阪市   | 事務所、商業施設（KITTE大阪）、 ホテル、劇場 | 共同事業         | 大阪中央郵便局               |
| 2026年3月  | ザ・ランドマーク名古屋栄 | 愛知県名古屋市 | 事務所、ホテル、シネコン、商業施設、駐車場   | 共同事業         |                              |
| 2028年     | 中野駅北口計画           | 東京都中野区   | 事務所、住宅、商業施設、ホール、ホテル       | 市街地再開発事業 |                              |

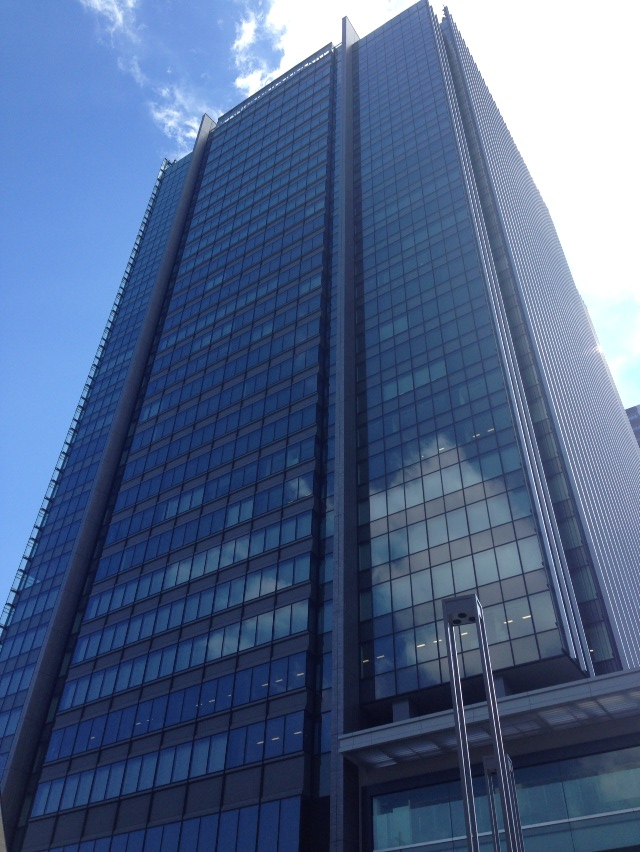
飯田橋グラン・ブルーム
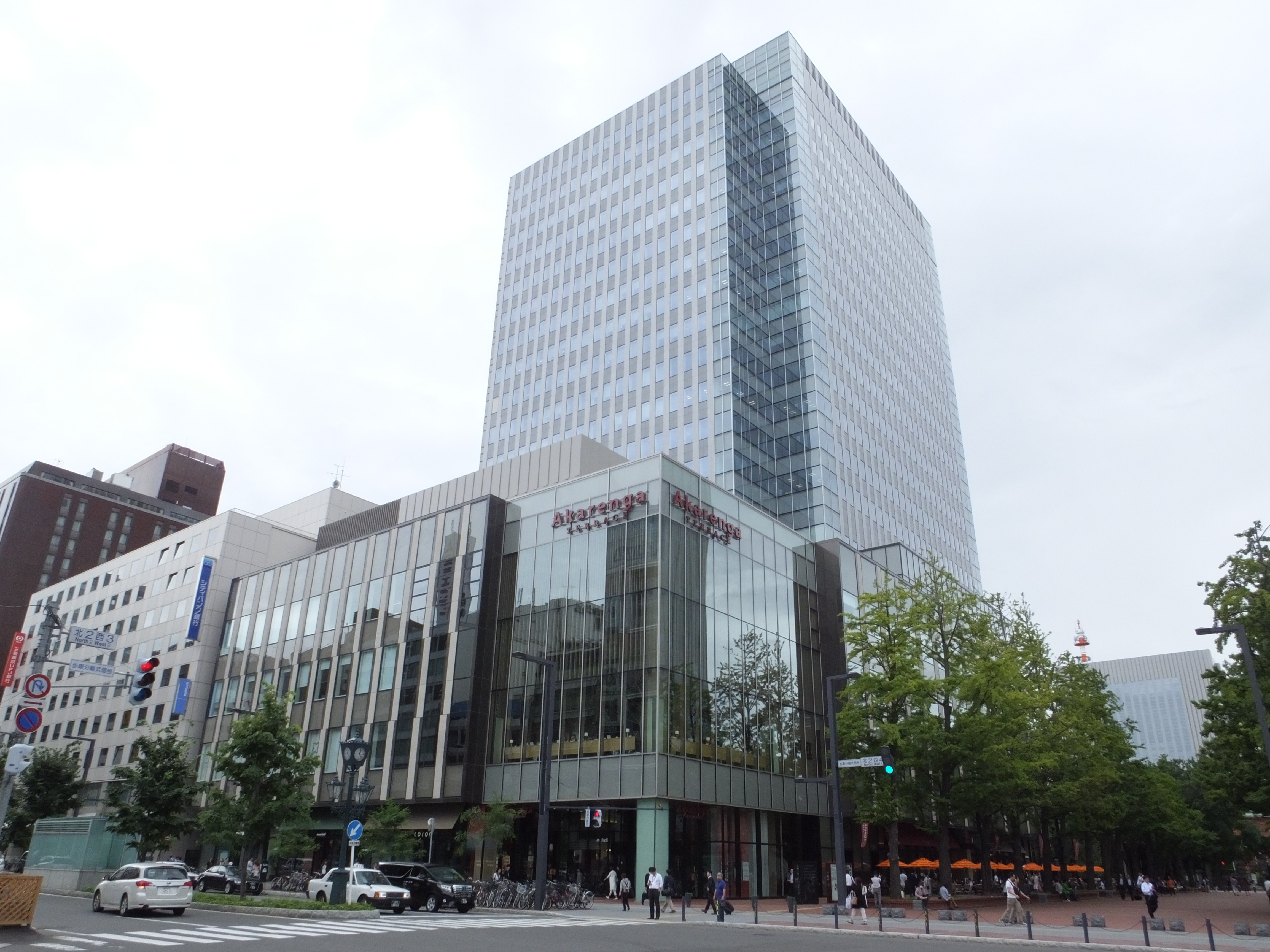
札幌三井JPビルディング
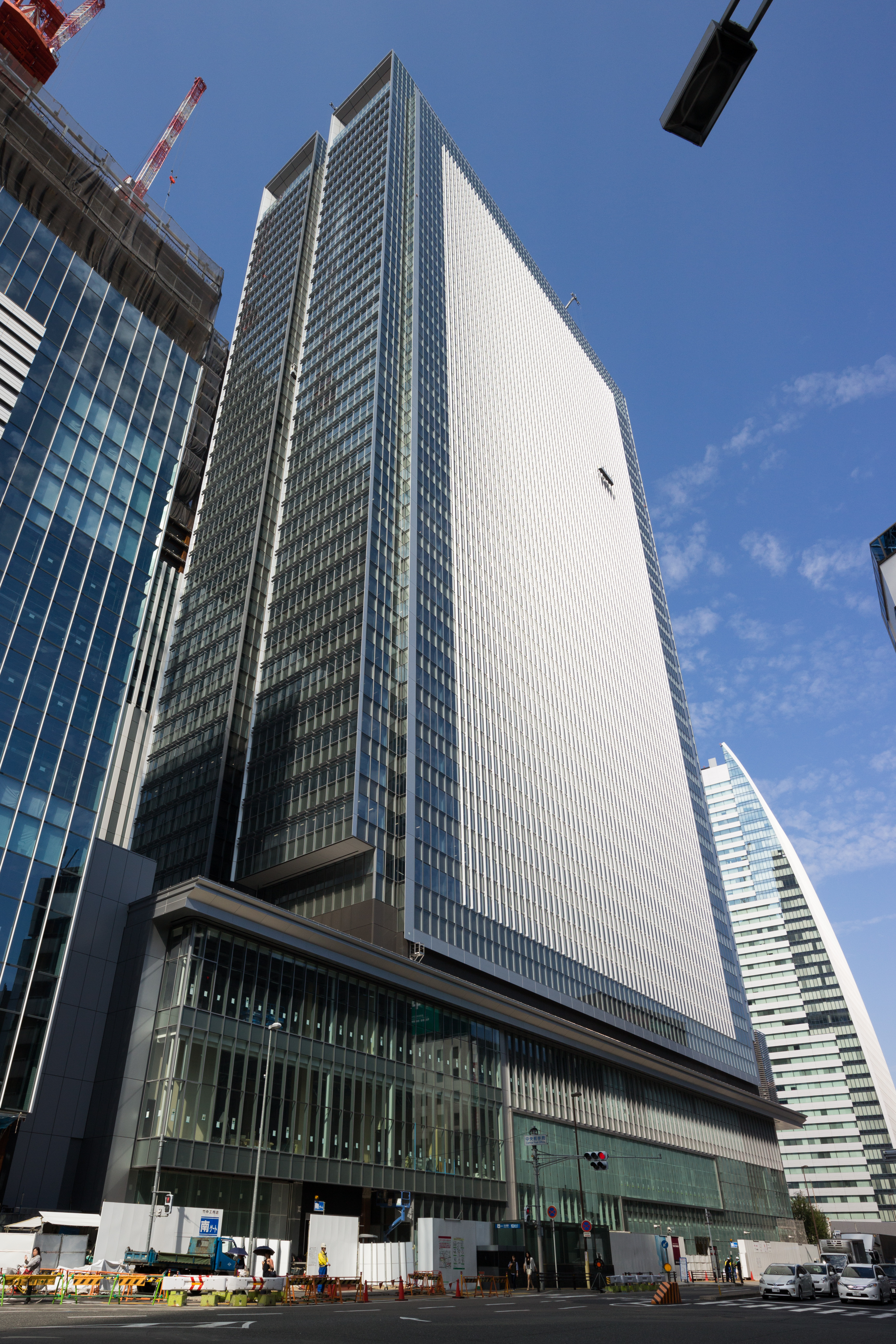
JPタワー名古屋
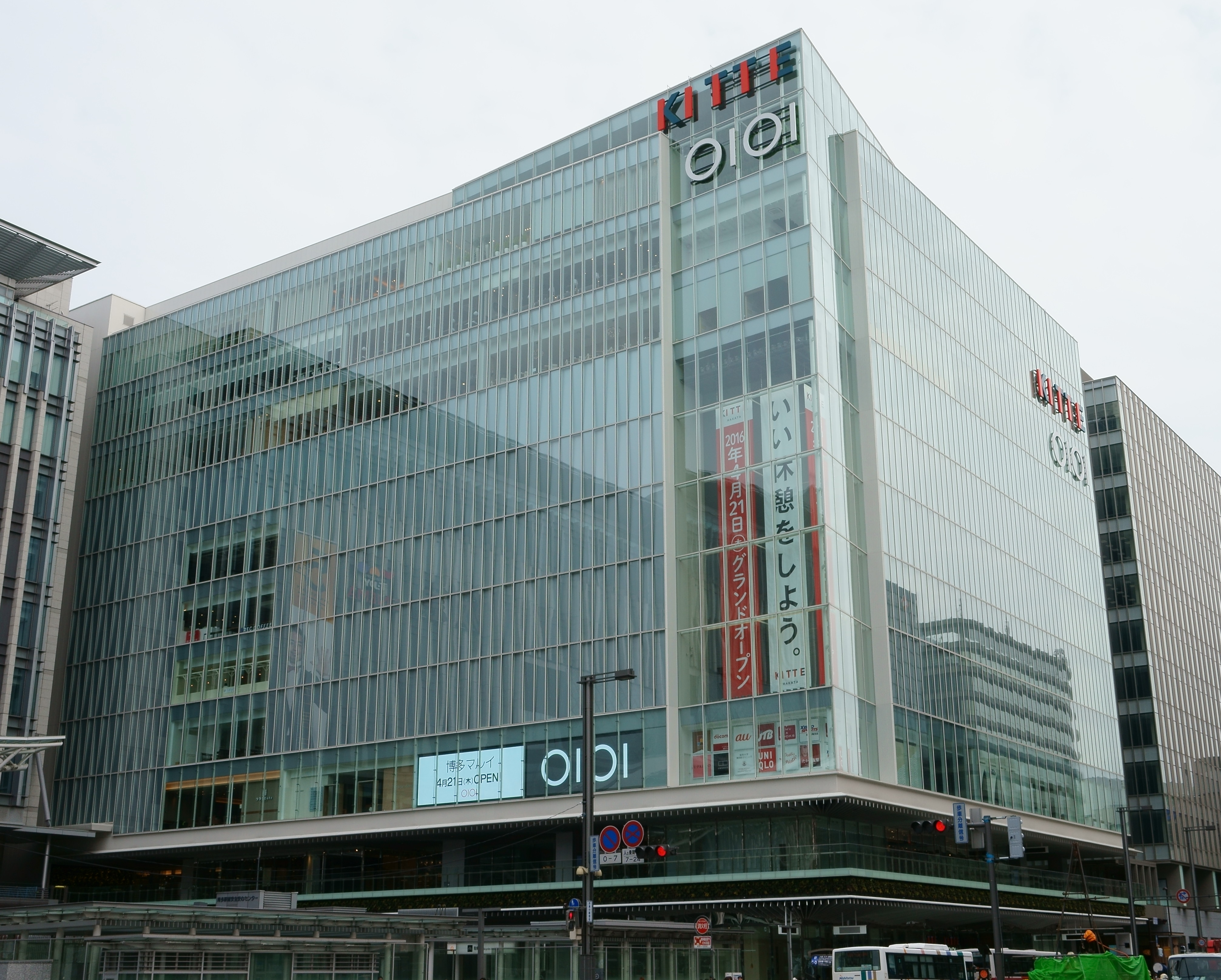
KITTE博多
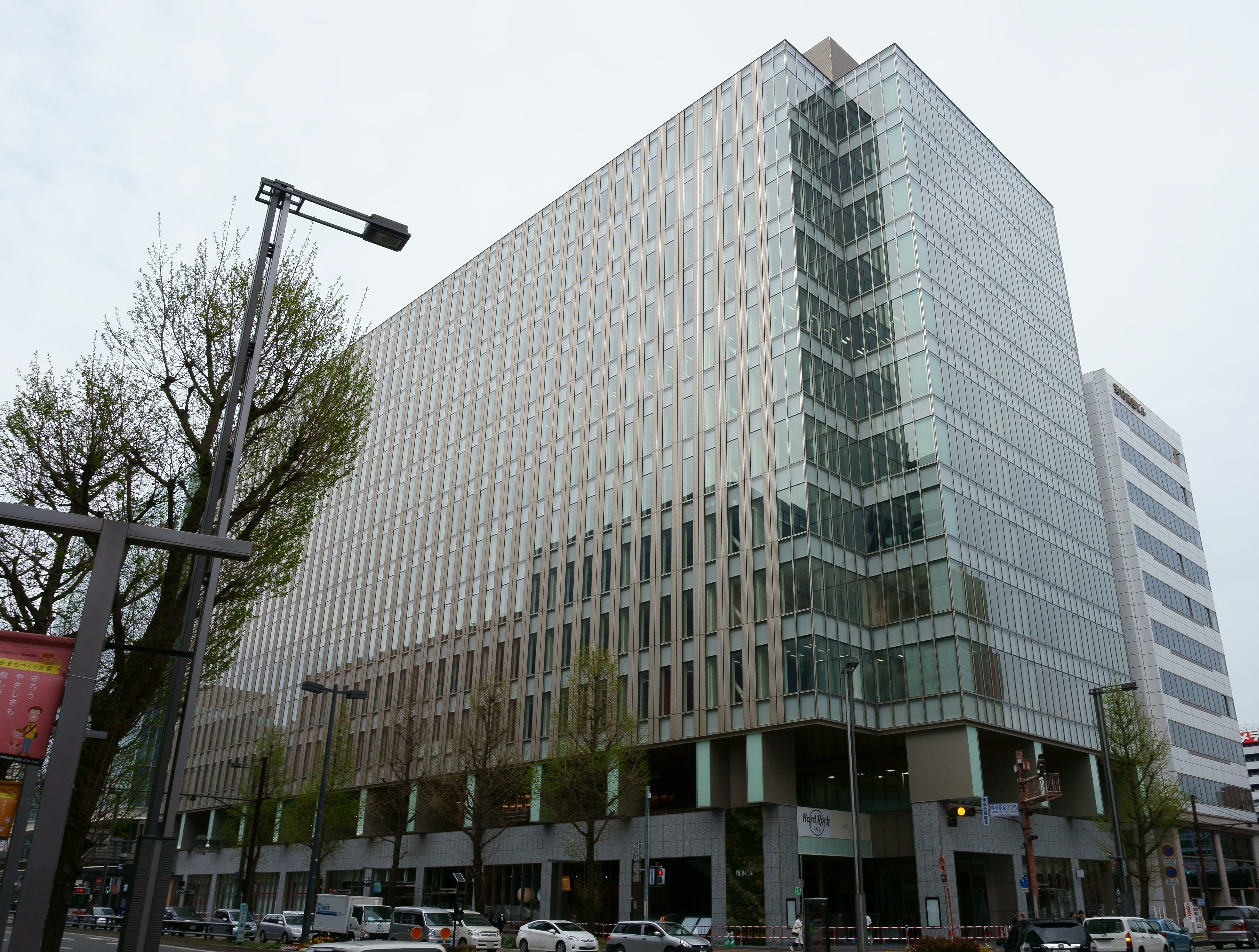
JRJP博多ビル
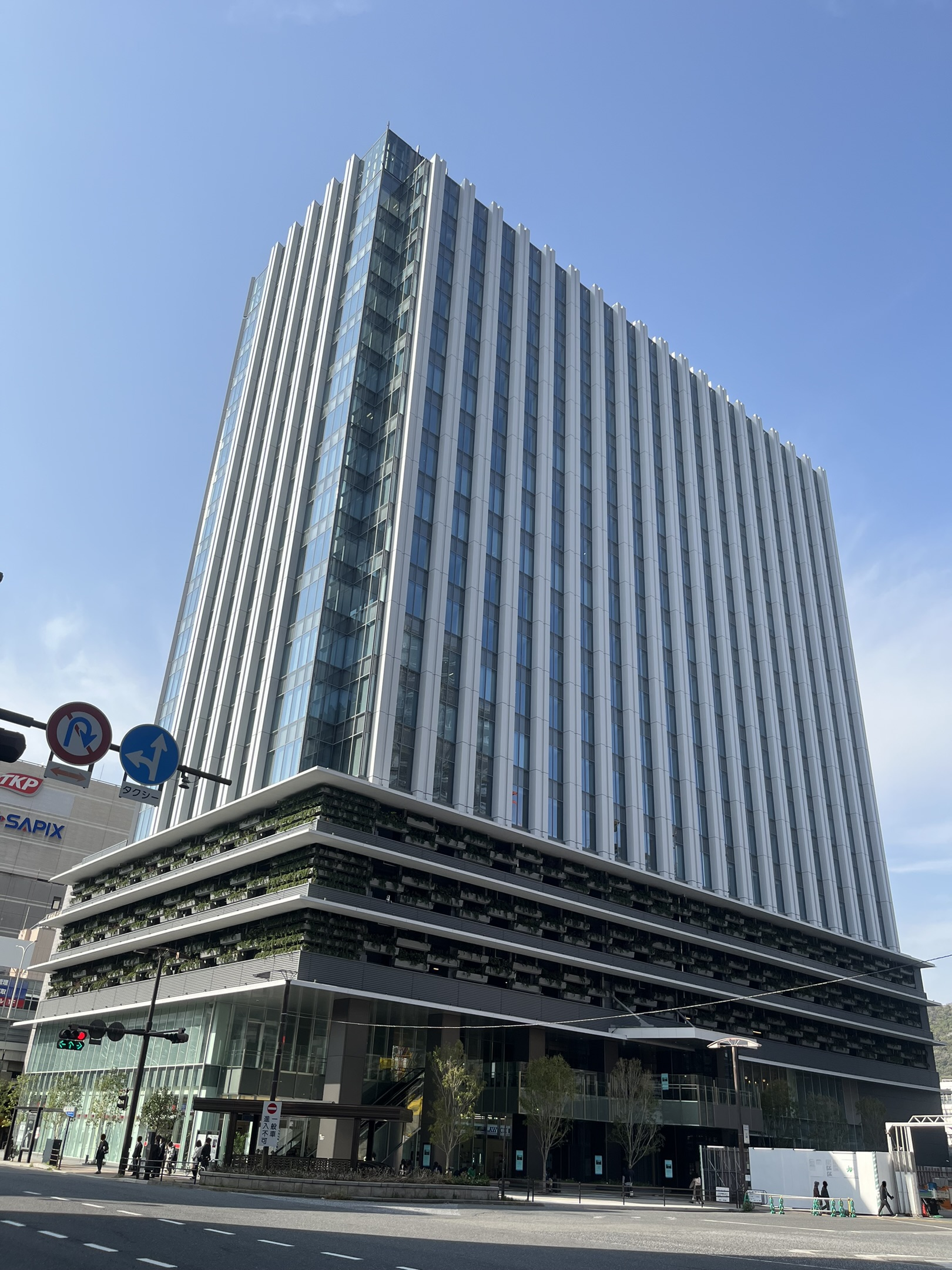
広島JPビルディング
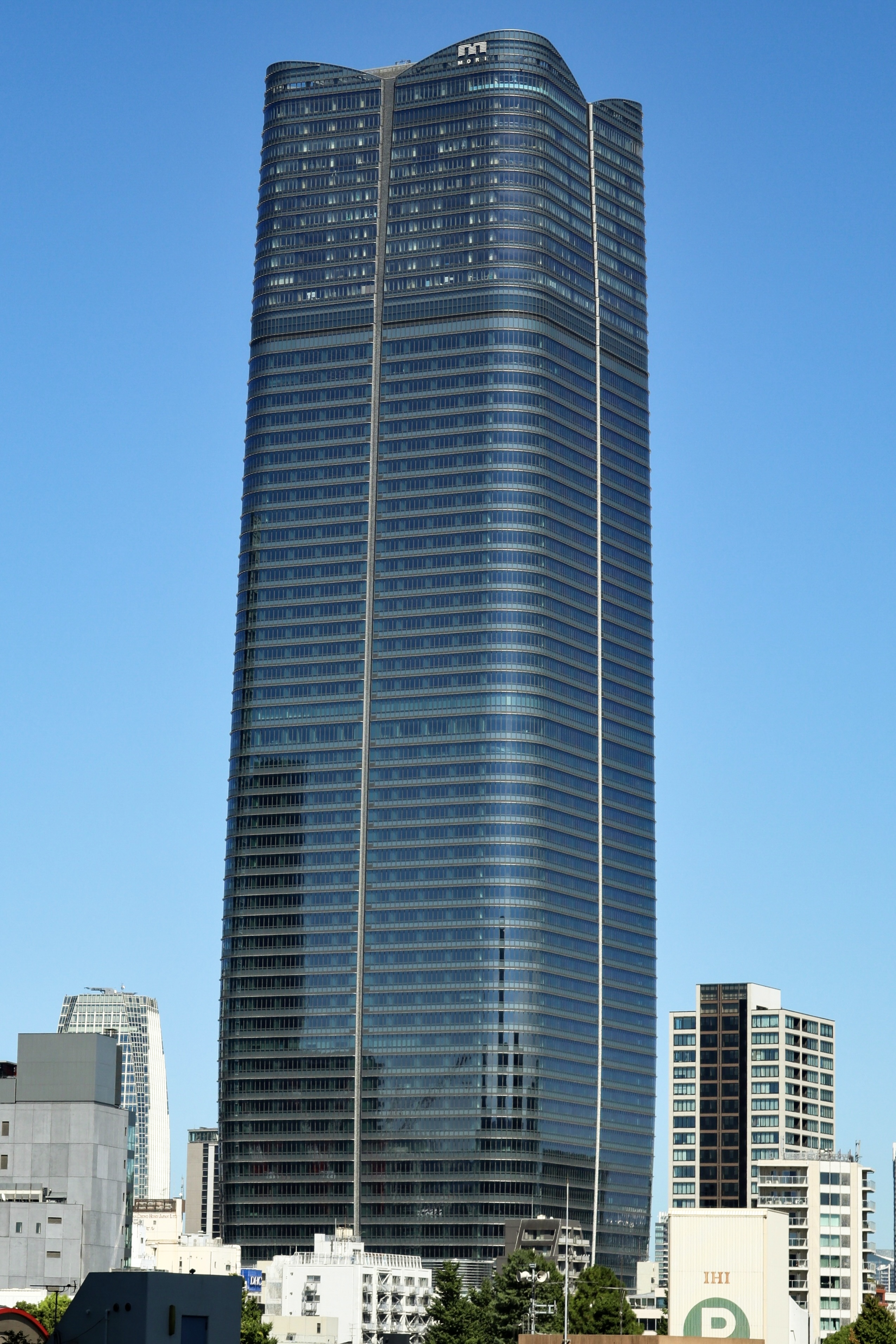
麻布台ヒルズ森JPタワー
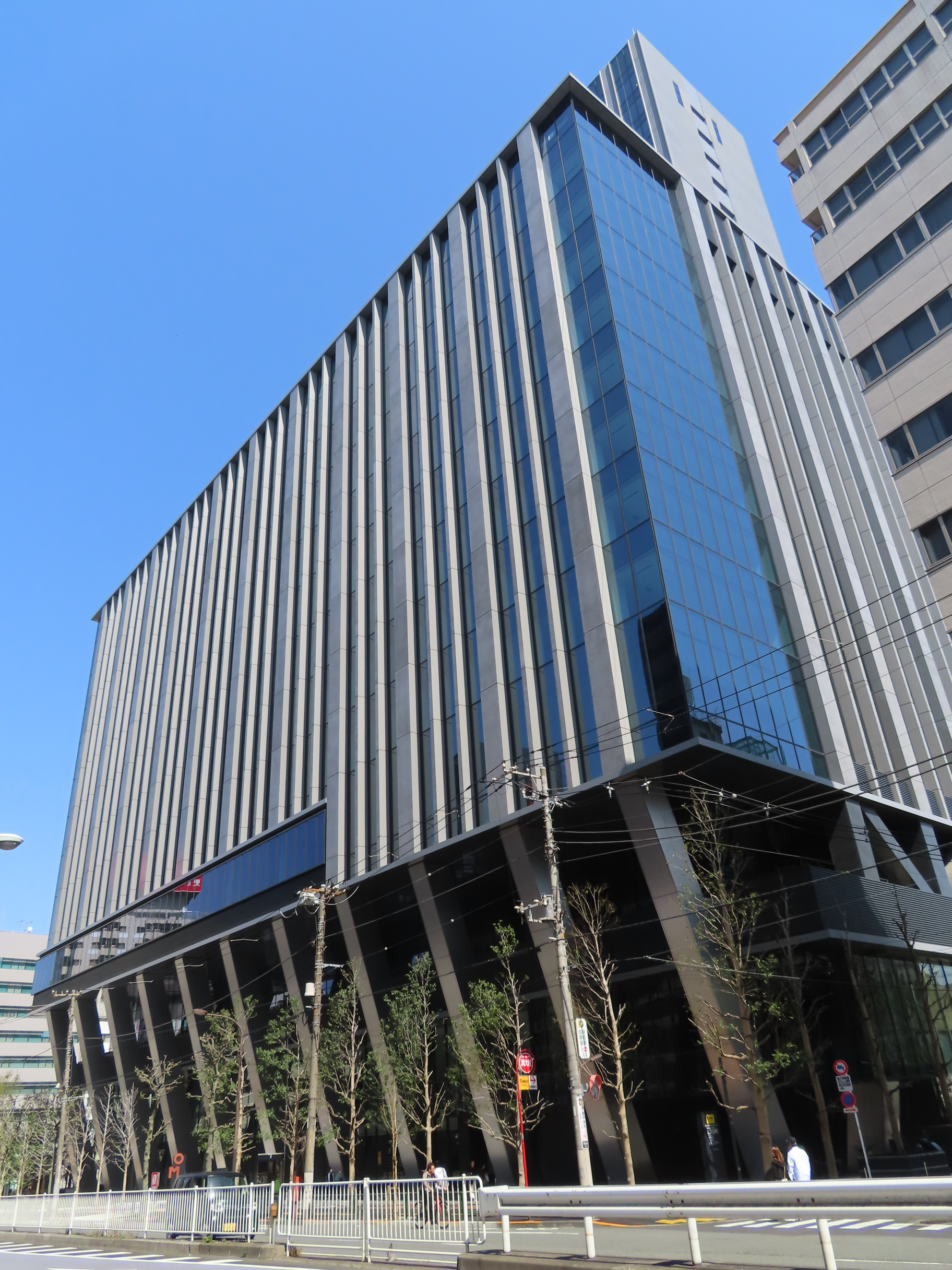
五反田JPビルディング
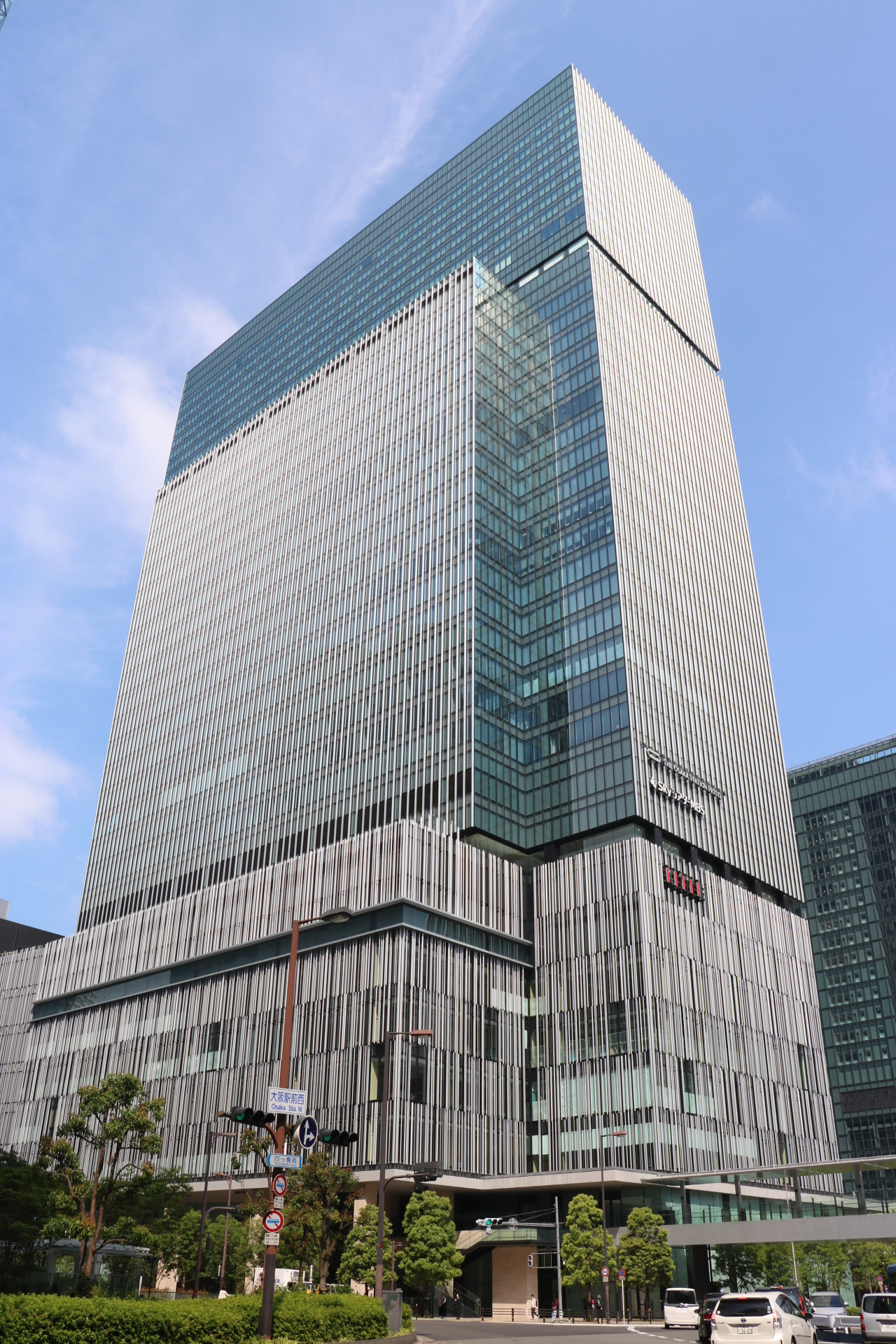
JPタワー大阪

### 事務所ビル
これまでの事務所ビルの開発状況は下記の通り。
| 竣工       | 物件                   | 所在地           | 事業形態     | 備考                     |
| ---------- | ---------------------- | ---------------- | ------------ | ------------------------ |
| 1993年3月  | 三田ビル               | 東京都港区       | 単独事業     |                          |
| 2014年8月  | 大宮JPビルディング     | 埼玉県さいたま市 | 単独事業     |                          |
| 2020年11月 | ヒューリックJP赤坂ビル | 東京都港区       | 共同事業     | ヒューリックとの共同開発 |
| 2021年6月  | 西五反田一丁目ビル     | 東京都品川区     | 単独取得物件 | 店舗を併設               |

### ホテル・会議施設
メルパルクの物件を保有している。運営はワタベウエディングの子会社であるメルパルク株式会社に委託されている。
現在は下記の3都市の施設が営業している。

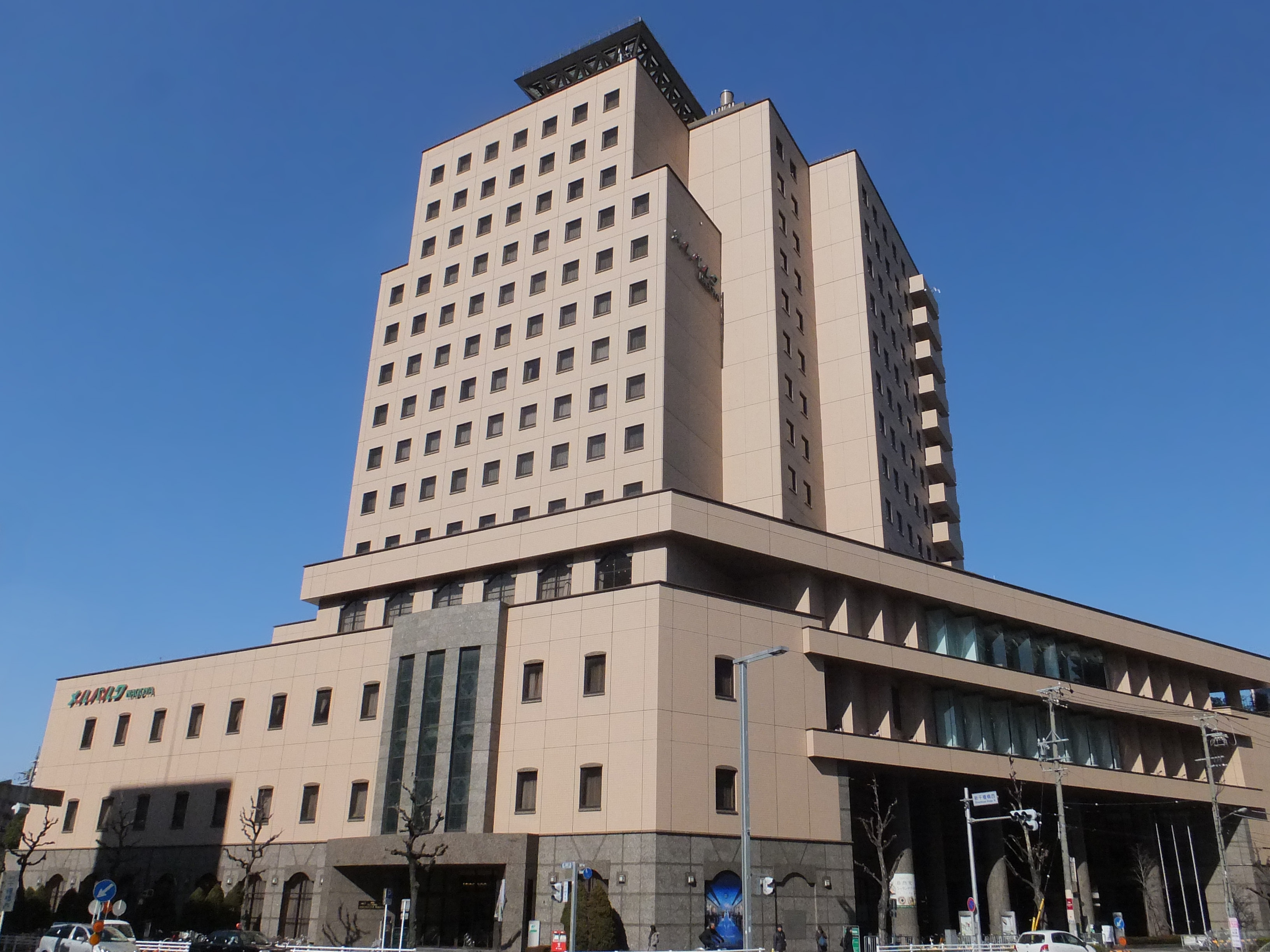
ホテル メルパルク名古屋（愛知県名古屋市）：2000年竣工。
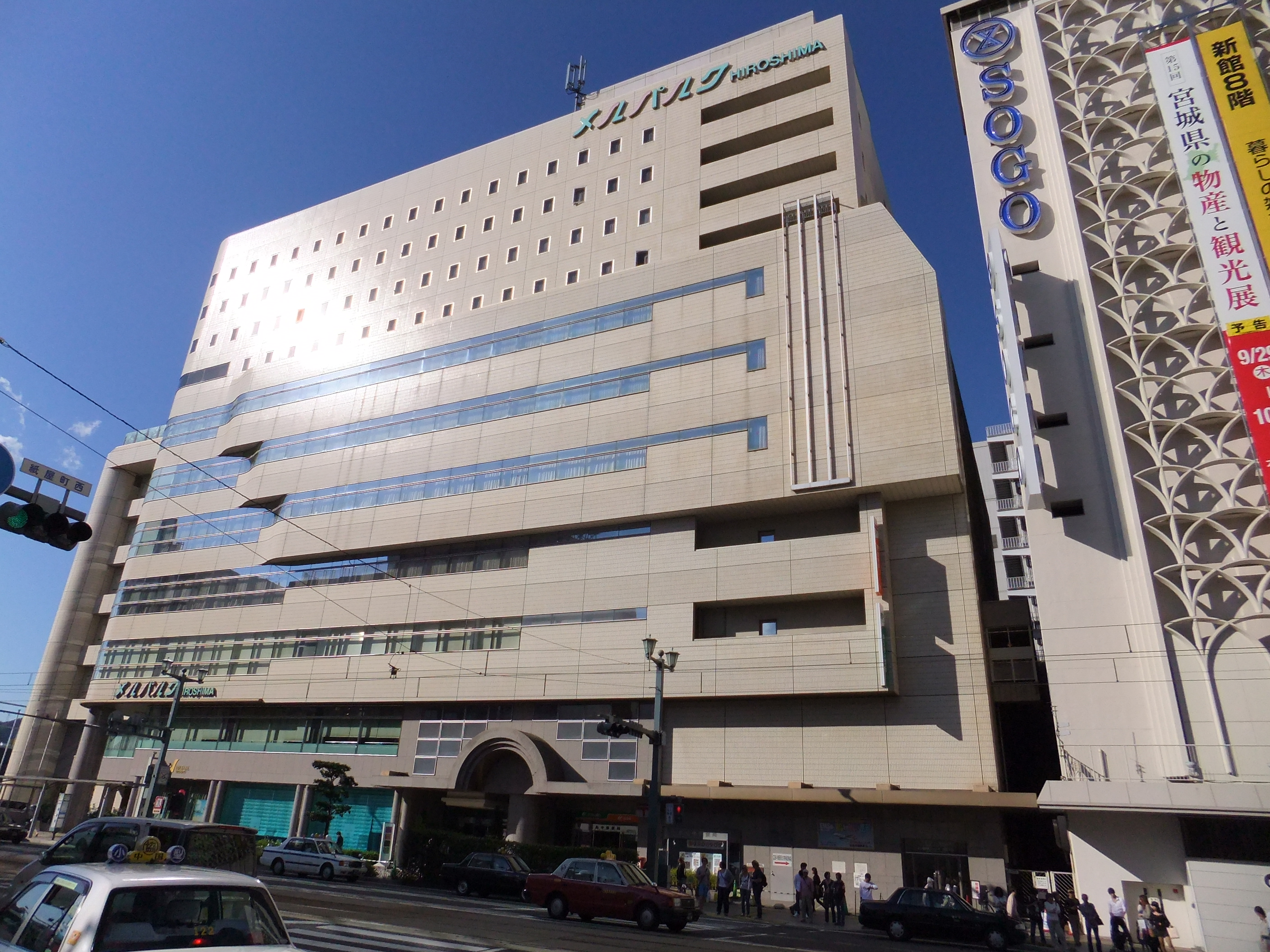
ホテル メルパルク広島（広島県広島市）：1991年竣工。
- ホテル メルパルク熊本（熊本県熊本市）：2004年竣工。  - メルパルク名古屋
  - メルパルク広島

メルパルク株式会社は、日本郵政不動産との賃貸借契約満了をもって、下記の8都市の施設の営業を終了した。
- 2023年12月31日に営業を終了した施設[87][88][89][90]
  - ホテル メルパルク横浜（神奈川県横浜市）：1980年竣工。日本郵政不動産が再開発を検討している[81]。
  - ホテル メルパルク大阪（大阪府大阪市）：1990年竣工。日本郵政不動産が再開発を検討している[81]。
- 2022年9月30日に営業を終了した施設[91][92]
  - ホテル メルパルク仙台（宮城県仙台市）：1997年竣工。2022年10月に土地を野村不動産とタカラレーベンなど3社に売却した[93]。3社は跡地に分譲マンションの建設を計画している[94][95]。2024年3月に着工し、27年3月末の完成を予定している[95]。
  - ホテル メルパルク東京（東京都港区）：1971年竣工。日本郵政不動産が再開発を検討している[79]。
  - ホテル メルパルク長野（長野県長野市）：1997年竣工。2022年12月に土地と建物をシャトレーゼホールディングスに売却した[96]。改装工事などを経て「シャトレーゼホテル長野」として2023年7月14日に開業した[97][98]。1階のシャトレーゼ店舗は2024年4月13日、カフェは7月28日に開業した[98][99][100]。
  - メルパルク京都（京都府京都市）：1999年竣工。宿泊施設なし。日本郵政不動産が再開発を検討している[79]。
  - ホテル メルパルク岡山（岡山県岡山市）：1981年竣工。2022年10月に土地をアパグループに売却した[101]。ホテルとマンションの大型複合開発を予定している[101]。
  - ホテル メルパルク松山（愛媛県松山市）：日本郵政不動産が再開発を検討している[79]。

### 物流施設
| 竣工      | 物件             | 所在地         | 用途 | 事業形態 | 備考 |
| --------- | ---------------- | -------------- | ---- | -------- | ---- |
| 2021年2月 | ロジサイト久御山 | 京都府久御山町 | 倉庫 | 共同出資 |      |

### 賃貸住宅
| 竣工       | 物件                       | 所在地         | 事業形態     | 再開発対象       | 備考                                |
| ---------- | -------------------------- | -------------- | ------------ | ---------------- | ----------------------------------- |
| 1990年10月 | グレイスベアー浦安         | 千葉県浦安市   | 単独取得物件 |                  |                                     |
| 2007年1月  | JP noie 小石川富坂         | 東京都文京区   | 単独取得物件 |                  |                                     |
| 2013年1月  | JP noie 木場               | 東京都江東区   | 単独取得物件 |                  |                                     |
| 2014年3月  | JP noie 早稲田             | 東京都新宿区   | 単独取得物件 |                  | 店舗を併設                          |
| 2015年5月  | JP noie 旗の台             | 東京都品川区   | 単独事業     |                  |                                     |
| 2016年1月  | JP noie 本羽田             | 東京都大田区   | 単独事業     |                  |                                     |
| 2017年3月  | JP noie 練馬中村南         | 東京都練馬区   | 単独事業     |                  |                                     |
| 2017年12月 | JP noie 目白               | 東京都豊島区   | 単独事業     |                  |                                     |
| 2018年6月  | JP noie 船橋夏見           | 千葉県船橋市   | 単独事業     |                  |                                     |
| 2019年3月  | JP noie 三田               | 東京都港区     | 単独事業     |                  |                                     |
| 2019年8月  | JP noie 吹田垂水           | 大阪府吹田市   | 単独事業     |                  |                                     |
| 2019年9月  | JP noie 阿佐ヶ谷           | 東京都杉並区   | 単独取得物件 |                  | 店舗を併設                          |
| 2019年11月 | JP noie 恵比寿西           | 東京都渋谷区   | 単独事業     |                  | シェアオフィス「co-ba ebisu」を併設 |
| 2020年1月  | JP noie 練馬旭丘           | 東京都練馬区   | 単独事業     |                  | 「ベネッセ練馬えこだ保育園」を併設  |
| 2020年3月  | JP noie 広尾 The Residence | 東京都渋谷区   | 単独事業     |                  |                                     |
| 2021年7月  | JP noie 門前仲町           | 東京都江東区   | 単独取得物件 |                  |                                     |
| 2021年8月  | JP noie 錦糸町             | 東京都墨田区   | 単独取得物件 |                  |                                     |
| 2023年3月  | JP noie 蔵前               | 東京都台東区   | 単独事業     |                  | 「蔵前JPテラス」内                  |
| 2024年9月  | JP noie 等々力             | 東京都世田谷区 | 単独事業     | 世田谷中町社宅   |                                     |
| 2024年11月 | JP noie 碑文谷南           | 東京都目黒区   | 単独事業     | 目黒南社宅       |                                     |
| 2025年1月  | JP noie 同心               | 大阪府大阪市   | 単独事業     | 大阪同心社宅     |                                     |
| 2025年2月  | JP noie 横浜平沼           | 神奈川県横浜市 | 単独事業     | 平沼橋営業所用地 |                                     |

### 分譲住宅
| 竣工     | 物件                           | 所在地           | 事業形態 | 再開発対象           | 備考                                 |
| -------- | ------------------------------ | ---------------- | -------- | -------------------- | ------------------------------------ |
| 2025年度 | プラウド池下高見               | 愛知県名古屋市   | 共同事業 | 高見寮               | 野村不動産との共同開発               |
| 2025年度 | パークホームズ大倉山ザ・テラス | 神奈川県横浜市   | 共同事業 | 大倉山社宅           | 三井不動産レジデンシャルとの共同開発 |
| 2025年度 | パークホームズ浦和常盤 緑彩邸  | 埼玉県さいたま市 | 共同事業 | 浦和常盤社宅         | 三井不動産レジデンシャルとの共同開発 |
| 2026年度 | MJR鹿児島中央駅前ザ・ガーデン  | 鹿児島県鹿児島市 | 共同事業 | 九州支社鹿児島事務所 | 九州旅客鉄道との共同開発             |
| 2028年度 | 白金一丁目西部中地区           | 東京都港区       | 共同事業 | 白金社宅             |                                      |

### 保育所
| 竣工      | 物件                             | 所在地       | 事業形態 | 再開発対象       | 備考               |
| --------- | -------------------------------- | ------------ | -------- | ---------------- | ------------------ |
| 2018年1月 | ベネッセ板橋三丁目保育園         | 東京都板橋区 | 単独事業 |                  |                    |
| 2019年1月 | ニチイキッズかみいけぶくろ保育園 | 東京都豊島区 | 単独事業 |                  |                    |
| 2020年2月 | にじいろ保育園北砂               | 東京都江東区 | 単独事業 |                  |                    |
| 2023年3月 | にじいろ保育園蔵前               | 東京都台東区 | 単独事業 | 日本郵政蔵前ビル | 「蔵前JPテラス」内 |

### 高齢者施設
| 竣工       | 物件                                   | 所在地         | 事業形態     | 再開発対象           | 備考                         |
| ---------- | -------------------------------------- | -------------- | ------------ | -------------------- | ---------------------------- |
| 2019年2月  | グランダ目白弐番館                     | 東京都豊島区   | 単独事業     |                      | 「ベネッセ目白保育園」を併設 |
| 2019年9月  | ソナーレ浜田山                         | 東京都杉並区   | 単独取得物件 |                      |                              |
| 2019年11月 | ココファン妙蓮寺                       | 神奈川県横浜市 | 単独事業     |                      |                              |
| 2020年2月  | グランダ常盤台弐番館                   | 東京都板橋区   | 単独事業     |                      |                              |
| 2022年5月  | プレザンリュクス南青山                 | 東京都港区     | 単独取得物件 |                      |                              |
| 2023年3月  | ブランシエール蔵前                     | 東京都台東区   | 単独事業     | 日本郵政蔵前ビル     | 「蔵前JPテラス」内           |
| 2023年10月 | ブランシエール目黒                     | 東京都目黒区   | 単独事業     | 日本郵便輸送目黒社宅 | 店舗、駐車場を併設           |
| 2024年4月  | SOMPOケア ラヴィーレレジデンス福岡別府 | 福岡県福岡市   | 単独事業     | 福岡泉寮             |                              |